# Men Boxing
Men Boxing é um filme mudo estadunidense em curta-metragem, de 1891, produzido e dirigido pelos pioneiros do cinema William K.L. Dickson e William Heise para o Edison Studios, de Thomas Edison. Foi filmado entre Maio e Junho de 1891 no Estúdio Black Maria, em West Orange, Nova Jersey, em um experimento do Cinematógrafo de Edison, nunca tendo sido exibido ao público.

## Sinopse
Mostra dois funcionários de Thomas Edison com luvas de boxe, fingindo treinar em um ringue. De fato, nenhum dos homens lança um soco sequer no decorrer das imagens.

## Situação atual
Uma cópia foi preservada na Biblioteca do Congresso dos Estados Unidos como parte da Gordon Hendricks Collection. Além disso, pode ser visto livremente na Internet já que, pelo ano de produção, encontra-se em Domínio Público.

## Ligações Externas
- Dickson Greeting. no IMDb.